# 크루시블 극장

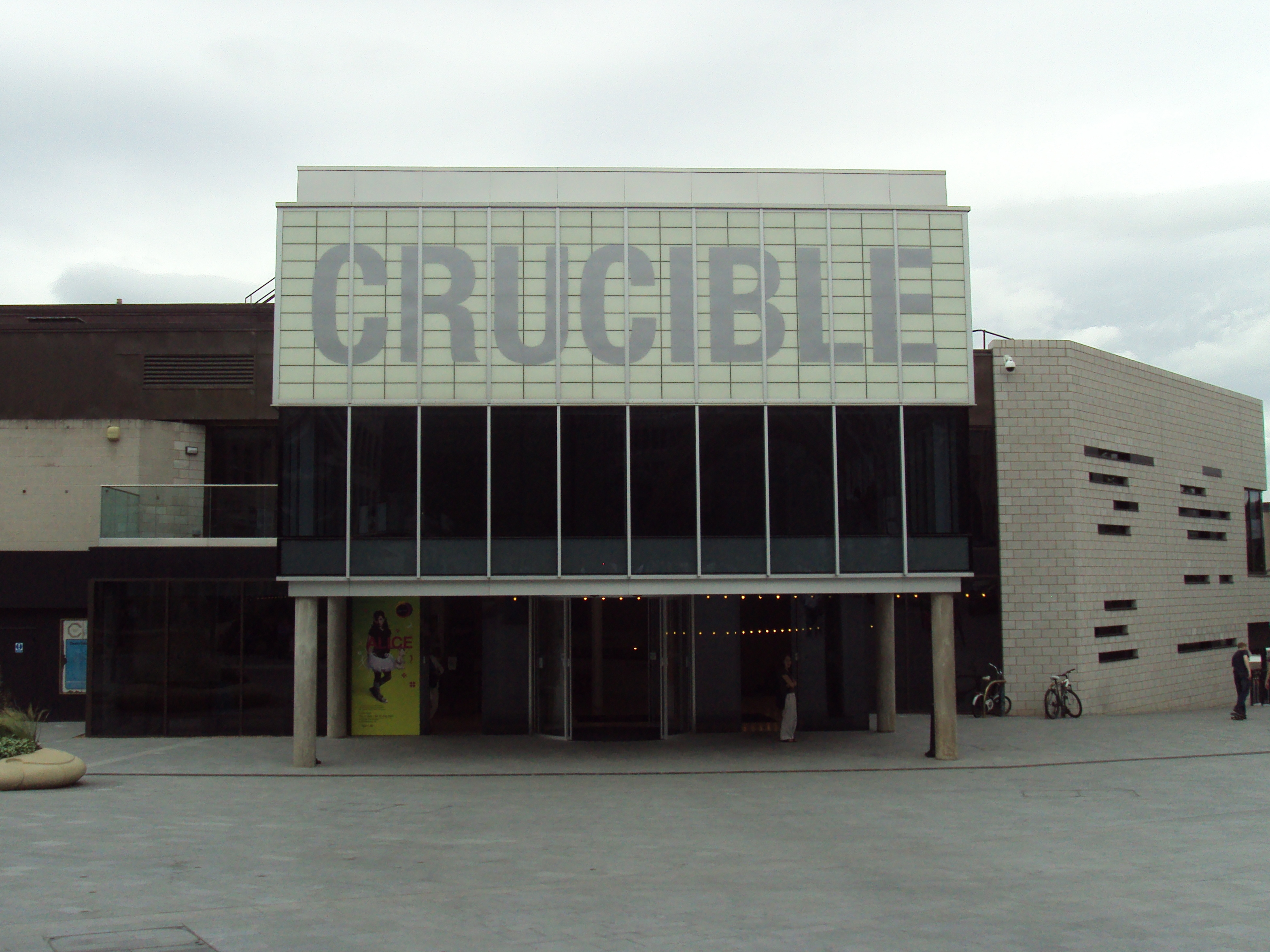

크루시블 극장 또는 크루시블 시어터(Crucible Theatre) 또는 간단히 크루시블(The Crucible)은 1971년에 개장한 영국 사우스요크셔주 셰필드에 있는 극장이다. 이 극장에서는 정기적인 연극 공연과 1977년부터 매년 개최되는 월드 스누커 챔피언십(World Snooker Championship)을 개최하고 있다. 극장의 이름은 이 극장의 이름에서 따온 것이다. 1740년 셰필드에서 개발되어 도시의 산업화를 이끈 도가니 강철까지. 2022년 5월에는 두 건물을 연결하는 다리를 통해 인근에 3,000석 규모의 새로운 장소를 건설하겠다는 계획이 공개되었다.